# Dysdera tartarica
Dysdera tartarica là một loài nhện trong họ Dysderidae.
Loài này thuộc chi Dysdera. Dysdera tartarica được miêu tả năm 1875 bởi Kroneberg.